# Menchu Garcerán
Menchu Garcerán es el seudónimo que utiliza Carmen Pérez García (Cartagena, 7 de septiembre de 1960), una escritora española de novela romántica de suspense desde 2010. Es miembro de la Asociación de Autoras Románticas de España (ADARDE). Su novela "La fórmula deseada", ganó el V Premio Terciopelo de novela romántica.

## Biografía
Carmen Pérez García nació el 7 de septiembre de 1960 en Cartagena, España, aunque se crio en Albacete, Castilla-La Mancha, donde continua residiendo. Estudió Magisterio en la especialidad de Filología hispánica y francesa y trabajó como profesora.

### Novelas independientes
- El viaje del presidente (2010/10)
- La fórmula deseada (2010/05)
- Infiltrada (2011/09) Reeditada en Amazon en 2016
- Territorio Prohibido, autopublicado en Amazon (2017)
- La huida de Carol (2014)
- El Palacio de Invierno (2015)
- Dos Viejos desconocidos (2014)- Editorial Planeta
- Alma, Harper Colins- Harlequin Iberica (2016)
- El Último Carnaval (2012)Editada por Roca Editorial en 2013 y auto editada en Amazon (2018)
- Bajo seudónimo de Karen Simón - Emboscada (2018)

Junto a las escritoras Teresa Cameselle, Anna García y Marion S. Lee un libro de relatos situados en Corea del sur
- Ramyeon para dos (2021)

Junto a las escritoras Teresa Cameselle, Anna García, Marion S. Lee, Antía Eiras, Ysabel Meseguer y María A. Domínguez un libro de relatos basados en mitología asiática.
- Como por arte de magia (2021)

Una novela corta que forma parte de un grupo de cuatro novelas interrelacionadas en personajes y trama. Novelas situadas en Corea del sur. Junto a las escritoras Teresa Cameselle, Anna García y Marion S. Lee
- Tu eres quien me ilumina (2022)